# Tom Flammang
Tom Flammang (* 12. Januar 1978 in Esch-sur-Alzette) ist ein luxemburgischer Sportlicher Leiter und ehemaliger Radrennfahrer.

## Sportliche Laufbahn
Seinen ersten Sieg holte er im August 1994. Er war Mitglied der Sportsektion der Armee Luxemburgs und begann direkt danach seine Profikarriere 2000 bei dem französischen Radsport-Team Cofidis. Nachdem die Erfolge ausblieben bekam er für die Saison 2004 keinen Vertrag mehr und zog sich aus dem Profigeschäft zurück. Auf Anhieb wurde er Luxemburger Querfeldeinmeister. Ein Jahr später gewann er dann eine Etappe beim Flèche du Sud. 2006 fuhr Flammang noch einmal eine Saison für das deutsche Continental Team Sparkasse, konzentrierte sich seitdem aber auf Querfeldein-Rennen.

## Berufliches
Im Jahr 2014 wurde er Sportlicher Leiter des Leopard Development Teams.

## Erfolge – Cross
2004
- Luxemburgischer Meister

## Erfolge – Straße
1998
- Luxemburgischer Meister

2005
- eine Etappe Flèche du Sud

2006
- eine Etappe Flèche du Sud

2008
- eine Etappe Flèche du Sud

## Teams
- 2000–2003 Cofidis
- 2001 Cofidis
- 2002 Cofidis
- 2003 Cofidis
- 2006 Team Sparkasse